# Dragspelstjänst, Stockholm
Dragspelstjänst, Stockholm, även Bengts, var ett svenskt företag som tillverkade dragspel i Stockholm. Företaget grundades 1941 av Algot Bengtsson.

## Biografi
Företaget Dragspelstjänst, Stockholm grundades av Algot Bengtsson. Han hade tidigare varit medarbetare i Hagström och sedan hos Ragnar Sundquists dragspelsfabrik. År 1938 lämnade han orgelfabriken och började på Hagströms reparationsverkstad i Gamla stan, Stockholm. Den 5 april 1940 startade han företaget Dragspelstjänst, Stockholm. Men dagen efter den 6 april bröt kriget ut vilket innebar att Bengtsson fick göra militärtjänst på Västkusten. År 1942 flyttade Bengtsson verksamheten från Kocksgatan till Södermannagatan 11. Firman togs sedan över av dragspelsbyggaren Elis Brandt.

## Produktion
Företaget tillverkade under sin storhetstid tre dragspel i veckan. Mellan 1942 och 1965 tillverkade firman 3 000 instrument.
| Dragspel                      | Versioner                                                       |
| ----------------------------- | --------------------------------------------------------------- |
| Nummer 1                      |                                                                 |
| Nummer 2 - Pianodragspel      | 3 kor, 41 tangenter, 120 basar. 4 kor, 41 tangenter, 120 basar. |
| Nummer 3 - Trappstegsdragspel |                                                                 |
| Nummer 4                      |                                                                 |
| Nummer 5 - Trappstegsdragspel | 3 kor, 92 tangenter, 120 basar. 4 kor, 92 tangenter, 120 basar. |